# Donna Hightower
Donna Lubertha Hightower (Caruthersville, Missouri, 28 de desembre de 1926 - Austin, Texas, 19 d'agost de 2013) va ser una cantant i compositora nord-americana de R&B, soul i jazz, que va gravar i va publicar àlbums per als segells Decca i Capitol. Més endavant es va establir a Europa, on va tenir un èxit rellevant el 1972 amb el disc This World Today is a Mess.

## Biografia
Donna Hightower va néixer en una família de masovers a Missouri. Escoltava cantants com Ella Fitzgerald, però mai s'havia plantejat tenir una carrera de cantant i als 23 anys ja s'havia casat, tenia dos fills i s'havia divorciat. Mentre treballava en un restaurant de Chicago, Bob Tillman, un periodista del diari Chicago Defender, la va sentir cantar i li va aconseguir un contracte per cantar a l'hotel Strand, inicialment anunciada com a Little Donna Hightower. Va guanyar un contracte de gravació amb Decca Records i va gravar el seu primer senzill, I Ain't In The Mood, el 1951.
A mitjans de la dècada de 1950, Hightower va gravar cançons de R&B per a RPM Records, sovint acompanyada per la Maxwell Davis Orchestra, com en la seva versió de 1955 de Hands Off. Va fer moltes gires als Estats Units, amb Louis Jordan, BB King, Johnny Mathis, Della Reese i altres. Tot i que cap dels seus discos va arribar a les llistes de pop o R&B, va rebre bones crítiques, i els seus enregistraments van tenir un bon rendiment a les guies de vendes de Decca Records, amb el seu «I Ain't In The Mood» ocupant el primer lloc a les llistes.
El 1958, la carrera de Hightower s'havia alentit i va començar a treballar per a una editorial de música a la ciutat de Nova York, gravant registres de demostració de noves cançons. El productor discogràfic Dave Cavanaugh va sentir la seva versió de «Light of Love» —gravada posteriorment per Peggy Lee—, i com a resultat del seu interès va signar amb Capitol Records.

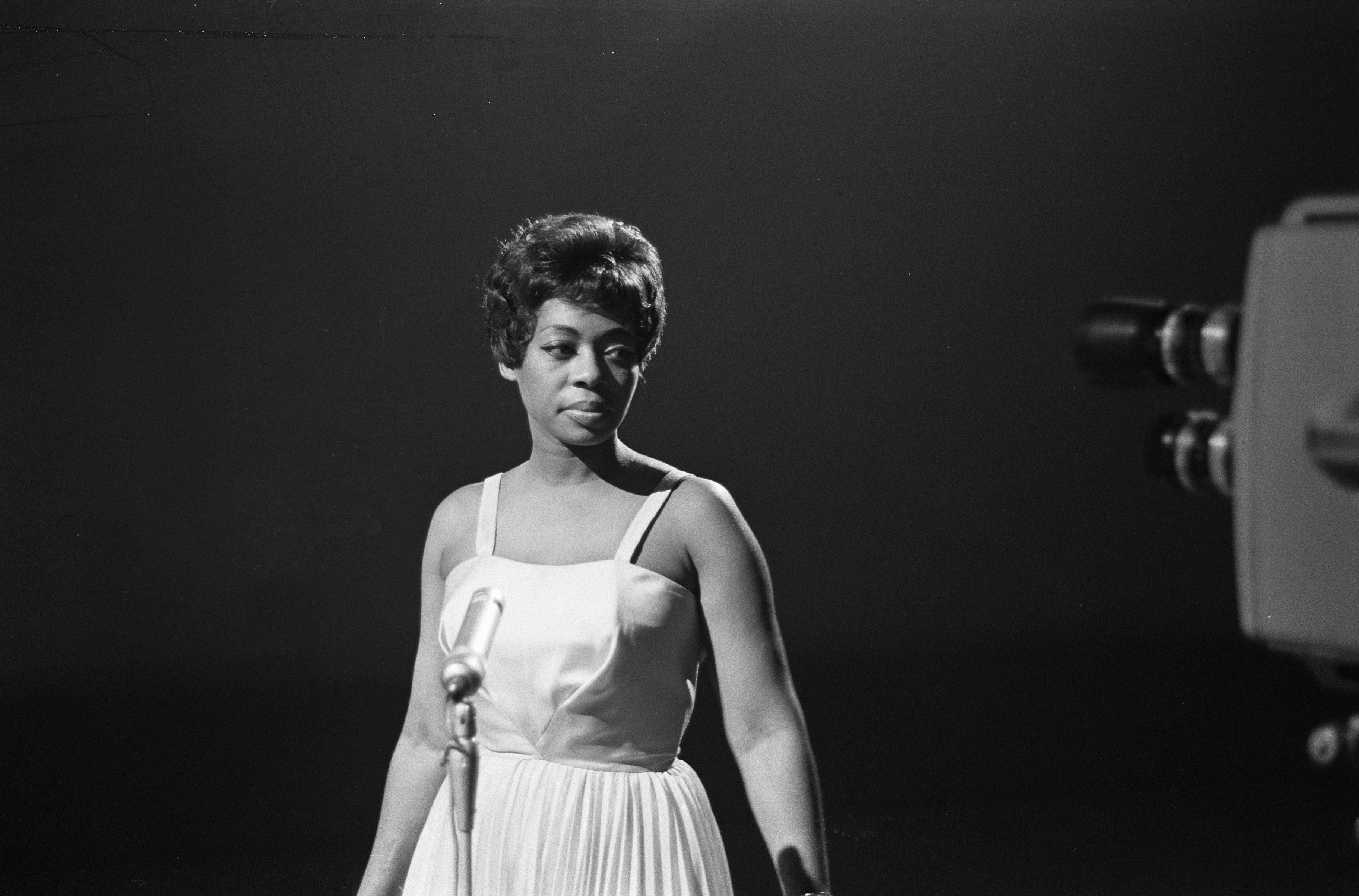
Donna Hightower en un programa de televisió, al desembre de 1962

Hightower va gravar dos àlbums per a Capitol: Take One! i Gee Baby, Ain't I Good To You?, tots dos llançats el 1959. Tot i que es va destacar pel seu «abast i poder, [ella] era igual de convincent fent balades suaus i sentimentals».
El 1959, Hightower va actuar a Anglaterra, França, Suècia i altres llocs d'Europa, i més tard va actuar amb Quincy Jones, The Platters i Johnny Hallyday. Es va establir a França, després a Bèlgica i finalment, a finals dels anys 60, a Madrid. El 1971 va guanyar el Festival Internacional de la canción de Málaga-Costa del Sol, després del qual va començar a gravar a Espanya per a Columbia Records, encara que les seves cançons van ser distribuïdes a gran part d'Europa per Decca Records.
Hightower va treballar amb el cantant Danny Daniel com a duo –Danny i Donna– i van tenir un èxit al país amb «El Vals de las Mariposas». També va gravar en solitari i el seu disc més reeixit, This World Today Is A Mess, que va coescriure, va ser un èxit internacional; al 1972, en va vendre 130.000 còpies a Alemanya, 800.000 a França i més d'un milió de còpies a tot el món -encara que no als Estats Units, ni al Regne Unit, on no es va editar. Hightower també és coneguda per la cançó «If You Hold My Hand», que més tard va ser integrada en el single Handsfree, de Sonny J.
Va tornar als Estats Units per viure mig jubilada a Austin, Texas, el 1990. Hightower va estar activa al capítol d'Austin del Gospel Music Workshop of America. Va ser membre de la Calvary Baptist Church i va aparèixer en programes de ràdio local. La seva darrera actuació a Espanya va ser en un festival de jazz l'any 2006. Hightower va morir a Austin el 2013 a l'edat de 86 anys.

## Llegat
El 2008, Sonny J va llançar una versió remesclada de la cançó de Hightower «If You Hold My Hand» titulada «Handsfree».

## Discografia
Decca Records
- I Ain't In The Mood (1951)

RPM Records
- He's My Baby (1955)

Capitol Records
- Take One (1958)
- Gee Baby, Ain't I Good To You (1959)

Guitarra Records
- Soy Feliz (single - 1970)

Columbia Records (a Espanya, Discos Columbia)
- If You Hold My Hand (1971)
- El Valz de las Mariposas (1971)
- This World Today is a Mess (1972)
- Here I Am (1973)
- I'm In Love with Love (1974)
- El Jazz y Donna Hightower (1975)

Mastervision Records
- Prima Donna (1985)